# Joan Martí Aragonés
Joan Marti Aragonés, conocido también por su firma Petronius, fue un pintor y dibujante de historietas español.

## Trayectoria[1]
Nació en Barcelona en 1936, en plena Guerra Civil. En 1950, con trece años, ingresa a trabajar como aprendiz en el estudio del pintor Nolasc Valls i Martí. En 1953 fue admitido en la Escuela de Bellas Artes de San Jorge de Barcelona, donde recibió clases de dibujo y pintura del mencionado Nolasc Valls y de Ernesto Santasusagna y Antonio García Morales. En 1960, al concluir sus estudios, consiguió una beca de estudios que le permitió viajar a Italia y América. En Italia recorrió las ciudades con mayor tradición artística del país y posteriormente pasó un tiempo en París, donde conoce sus museos y entra en contacto con otros pintores. En 1961 residió por espacio de seis meses en la ciudad suiza de Saint Gallen.
A su regreso ingresa en la agencia de representación artística de dibujantes Selecciones Ilustradas, que ofertaba el trabajo de ilustradores y dibujantes de historieta españoles en mercados extranjeros. A través de esta agencia realizó historietas bélicas y para revistas románticas del mercado británico, tales como Roxy, Valentine o Marilyn. Para estas dibujó una serie de retratos de estrellas de la canción de la época, tales como Paul Anka, Cliff Richard o Tommy Steele. En los años sucesivos dibujó también ilustraciones para revistas femeninas y portadas de novelas románticas.
Realizó su primera exposición individual en 1959, con tan solo 21 años, en la desaparecida galería Atena y seis años más tarde, tras un periodo de reflexión sobre su estilo, lleva a cabo la segunda en la Galería Jaimes de Barcelona, que resulta ser un gran éxito.
Durante los años siguientes compaginó su labor como ilustrador con la pintura artística, pero desde mediados de la década de los 70 se dedicó de lleno a esta última.
En 1986 realizó unos apuntes del natural de Plácido Domingo y Katia Ricarelli en los estudios de cine Cinecittá, en Roma, durante el rodaje del film Otelo y con permiso de su director, Franco Zeffirelli. De estos apuntes surgieron 25 obras que dieron lugar a una exhibición itinerante que recorrió diversos países en 1992. También pintó un gran retrato de Plácido Domingo que el tenor conservó en su vivienda de Nueva York.
En 1990 tomó apuntes de una regata en la que participó el rey Juan Carlos I en Mallorca, de los que surgieron 22 obras que se expusieron en el Real Club Náutico de Barcelona en 1991 y en diciembre de ese año en el Salón Náutico de Barcelona, con presencia del propio rey.
En 1992 pintó un gran cuadro con la plantilla del F.C. Barcelona de esa temporada, que se conserva en la sede del club.
En 1997 tuvo lugar una exposición en la Galería Anquin's de Reus, presentada por Baltasar Porcel.
Su estilo se define como figurativo, con preferencia por la figura humana, las escenas cotidianas y los paisajes tanto naturales como urbanos. Domina tanto la técnica del óleo como el pastel o el carboncillo. A lo largo de su carrera retrató a numerosos personajes célebres, como el presidente de la Generalidad de Cataluña Jordi Pujol y su esposa Marta Ferrusola, Ladislao Kubala, Xavier Cugat, Frederic Mompou o el escritor Josep Pla, el cual dijo que su pintura poseía un "realismo práctico, casi mágico, extremadamente inteligente y agradable". Por su parte el escritor Francisco Candel definió su paleta como "rica de temas y tonalidades, y su policromía bien cuidada, sin estridencias pero con exactitud".
Falleció en San Cugat del Vallès en febrero de 2009. En octubre de ese año se realizó una exposición homenaje en la sala Rusiñol de San Cugat del Vallés. Es padre de la golfista internacional Paula Martí.

## Premios
- 1º Premio Internacional de Tosa de Mar “Gerona"
- 1º Premio Pintura Rápida
- 1º Premio Centenario de la Vanguardia
- 1.ª Bienal del Deporte
- Certamen Universitario de Barcelona
- Motivos Portuarios Arenys de Mar
- De Dibujo Van Gogh
- Internacional Villa de Palamós
- Internacional Cala Canyellas Lloret de Mar
- Internacional De Calella de Mar
- Internacional De Hospitalet
- Internacional De Fiesta de Tura “Olot”
- Internacional De Pueblo Español
- Internacional De Cornellá
- Internacional De Arenys de Munt
- Internacional De Mataró
- Internacional De Granollers
- Internacional De Pals “Girona”
- Internacional De Manresa
- Internacional Del Mercat del Ram “Vic”
- Internacional De dibujo del Mercat del Ram “Vic”